# Црква Светог пророка Илије у Брзану
Црква Светог Илије у Брзану се налази око 10 km од Баточине и око 30 km од Крагујевца и припада Епархији шумадијској Српске православне цркве.

## Историја и изглед
Црква Светог Илије у Брзану је грађена од 1926. до 1928. године уз помоћ мештана Брзана и служи све до данас. Њу је саградио Момир Коруновић.
Богата је иконама и фрескама. Налази се поред цркве брвнаре. Код цркве се налази и споменик палим борцима из Брзана у ратовима 1912—1918. године.